# Konstantin Kabanow
Konstantin Michajłowicz Kabanow (ros. Константин Михайлович Кабанов, ur. 30 marca 1922 we wsi Charinskaja w rejonie rybińskim w obwodzie jarosławskim, zm. 13 kwietnia 1979 w Moskwie) – radziecki lotnik wojskowy, pułkownik, Bohater Związku Radzieckiego (1945).

## Życiorys
Do 1936 skończył 7 klas, od 1937 uczył się w szkole w Rybińsku, od 1940 służył w armii. W 1944 ukończył wojskową lotniczą szkołę pilotów w Bałaszowie i został członkiem WKP(b), od czerwca 1944 uczestniczył w wojnie z Niemcami, w składzie 593 pułku lotnictwa szturmowego walczył na 1 Froncie Nadbałtyckim i 2 Białoruskim, m.in. na terytorium Białorusi i Polski, wykonując do końca wojny 103 loty bojowe, bombardując siłę żywą i technikę wroga. Po wojnie nadal służył w lotnictwie, w 1953 ukończył Akademię Wojskowo-Powietrzną, w 1978 został zwolniony do rezerwy w stopniu pułkownika.

## Odznaczenia
- Złota Gwiazda Bohatera Związku Radzieckiego (18 sierpnia 1945)
- Order Lenina
- Order Czerwonego Sztandaru (dwukrotnie)
- Order Wojny Ojczyźnianej I klasy
- Order Wojny Ojczyźnianej II klasy
- Order Czerwonej Gwiazdy
- Medal „Za zasługi bojowe”
- Medal „Za zwycięstwo nad Niemcami w Wielkiej Wojnie Ojczyźnianej 1941–1945”
- Medal „Za zdobycie Królewca”
- Medal „Weteran Sił Zbrojnych ZSRR”
- Medal za Odrę, Nysę, Bałtyk
- Brązowy Medal Zasłużonym na Polu Chwały